# بلفور
بلفور (بالفرنسية: Belfort) هي مدينة وكومونة (مركز إداري) في شرقي فرنسا، قرب الحدود مع ألمانيا، وهي عاصمة إقليم بلفور أحد أقاليم فرنسا في منطقة فرانش كومته الفرنسية وهي طريق إستراتيجي طبيعي بين نهر الراين ونهر الرون، بلغ مجموع سكانها بضواحيها العام 1999 نحو 60.000 نسمة.

## توأمة
لبلفور اتفاقيات توأمة مع كل من:
- دوليمو
- ليونبرغ
- زاباروجيا (6 يوليو 1967 - )
- Stafford [الإنجليزية]‏ (1 يوليو 1999 - )
- باد لوبنشتاين
- سكيكدة
- Borough of Stafford [الإنجليزية]‏ (1 يوليو 1999 - )

## أعلام
- فرنسوا جوزيف هايم
- جول برونيه
- إتيان ماتلر
- كاميلي لوفيفر
- فريديريك دوبلوس
- محمد سالم
- آرثر هرمان
- طاهر رحيم

## وصلات خارجية
- موقع مجلس المدينة الإلكتروني (بالفرنسية)
- Tourist office website نسخة محفوظة 14 أغسطس 2006 على موقع واي باك مشين.